# NGC 1743
NGC 1743 је емисиона маглина у сазвежђу Златна риба која се налази на NGC листи објеката дубоког неба.
Деклинација објекта је - 69° 11' 57" а ректасцензија 4h 54m 3,2s. Привидна величина (магнитуда) објекта NGC 1743 износи 14,6. NGC 1743 је још познат и под ознакама ESO 56-EN21.